# Adriano Guidetti
Adriano Guidetti (Modena, 2 marzo 1935) è un allenatore di pallavolo ed ex pallavolista italiano.

## Biografia
Nato a Modena nel 1935, la sua è una famiglia di allenatori. È fratello di Gian Paolo, padre di Giovanni e zio di Ettore.
Viene soprannominato Il Prof in quanto è stato professore di educazione fisica.

## Palmarès

### Giocatore
- Campionato italiano: 1

Avia Pervia Modena: 1956-1957

### Allenatore
- Coppa Italia: 1

Edilcuoghi Sassuolo: 1980-1981